# 格尔塞文化
格尔塞文化（英語：Gerzeh culture），埃及前王朝时期的历史文化阶段（约公元前3500年至公元前3200年前后），即奈加代二期文化。位于今埃及南部的奈加代、希拉孔波利斯以及努比亚沙亚拉等地，这些地方发展出了王朝文化的雏形。凭借红色图案的浅黄色陶器、管形工具加工石刻、梨形权杖、波纹形薄片石刀、冶金技术以及象形文字而闻名于世。并于希拉孔波利斯成功地实现古埃及南北政治与文化统一。

## 扩展阅读
- Petrie/Wainwright/Mackay: The Labyrinth, Gerzeh and Mazghuneh, British School of Archaeology in Egypt XXI. London 1912
- Alice Stevenson: Gerzeh, a cemetery shortly before History (Egyptian sites series),London 2006, ISBN 0-9550256-5-6